# Journalists Network
Journalists Network e.V. (Eigenschreibweise journalists.network; jn) ist ein Verein, der auf ehrenamtlicher Basis Recherchereisen für Journalisten bis zum Alter von 39 Jahren organisiert. Sitz und Geschäftsführung sind in Berlin. Der Verein ist überparteilich und gemeinnützig und verfolgt keine religiösen, wirtschaftlichen oder weltanschaulichen Interessen. Der Verein veranstaltet Pressegespräche, Austauschprogramme und Recherchefahrten vor allem in Schwellen- und Entwicklungsländer. Er will auf diese Weise die Auslandskompetenz hiesiger Nachwuchsjournalisten fördern, weltweit Journalisten miteinander vernetzen und zur Völkerverständigung beitragen.
Der Verein wurde 1995 von den Journalisten Jörg Allgäuer und Michael Anthony gegründet. Seit 2005 gibt es ein Alumniprogramm. 

## Recherchereisen
Rund sechzig Reisen zu allen Kontinenten wurden seit der Gründung veranstaltet, vor allem nach China, Russland, Israel, auf die Philippinen, in die Türkei und nach Argentinien. In der Regel nehmen zehn Teilnehmer an den Fahrten teil, diese kamen von Medien wie beispielsweise  Süddeutsche Zeitung, SPIEGEL, Deutschlandfunk, aber auch von regionalen Medien wie WDR, Münchner Merkur oder Stuttgarter Zeitung.
Auf den Reisen gab es Treffen unter anderem mit den Politikern Chen Shui-bian, Helen Zille, Schimon Peres, dem Friedensnobelpreisträger Adolfo Perez Esquivel, den Umweltjournalisten Grigori Michailowitsch Pasko, dem Oligarchen Alexander Lebedev und dem früheren russischen Premierminister Michail Michailowitsch Kassjanow.

## Pressegespräche
Es gab Pressegespräche mit Korrespondenten der BBC, der französischen Zeitung Libération und dem russischen Sender NTW-Moskau. Ferner mit dem Medienwissenschaftler Adel Iskander, mit Rakel Dink, der Witwe des ermordeten türkischen Journalisten Hrant Dink, sowie mit dem Auslandsjournalisten Michael Obert. Des Weiteren fanden Treffen mit den Politikern Volker Rühe, Bernd Mützelburg, Ruprecht Polenz und Gernot Erler statt.

## Tagungen
Im Sommer 2011 organisierte der Verein erstmals drei Panels zum Auslandsjournalismus auf dem Jahrestreffen von Netzwerk Recherche.

## Organisation
Der Verein hatte einen sechsköpfigen Vorstand. Vorsitzender war Max Kuball. Der Vorstand koordiniert die Recherchereisen, die ehrenamtlich von zumeist zwei jungen Journalisten organisiert werden. Derzeit (2021) gibt es einen neunköpfigen Vorstand mit der Vorsitzenden Lea Sahay, geb. Deuber. Zudem gibt es einen Beirat. Mitglieder des Kuratoriums sind Eric Gujer, Tina Hassel, Bascha Mika, Wilm Herlyn, Josef Joffe,  Peter Kloeppel, Giovanni di Lorenzo, Jörg Sadrozinski, Patricia Schlesinger und Eberhard Sandschneider.

## Finanzierung
Seit Beginn ist der Verein auf Förderer angewiesen, um die Reisen durchführen zu können. Die Förderer sind Unternehmen, insbesondere Fluggesellschaften, aber auch Stiftungen, Hilfsorganisationen und Einzelpersonen. Jede Reise muss von mindestens zwei Geldgebern sowie durch Teilnahmegebühren finanziert werden. Damit die journalistische Unabhängigkeit gesichert bleibt, erhalten die Förderer keinen Einfluss auf die Programmgestaltung der Reisen. Zu den Sponsoren zählen der Evangelische Entwicklungsdienst, die Metro Group, die Konrad-Adenauer-Stiftung, die Robert Bosch Stiftung und Volkswagen.